# Dürrüşehvar Hanımefendi
Dürrüşehvar Hanımefendi (1760 – 1826) byla adoptovaná dcera osmanského sultána Abdulhamida I.

## Mládí
Dürrüşehvar se narodila v roce 1760 v Istanbulu. Byla adoptována sultánem Abdulhamidem I. v době, kdy byl ještě princem. Před nástupem na trůn bylo zakázáno mít potomky a to znamenalo, že by byla zabita. Nicméně Abdulhamid ji nechal odvézt z Istanbulu a umístil ji na bezpečné místo do doby, než se stal sultánem.

## Manželství
Když její otec v roce 1774 nastoupil na trůn, vrátila se zpět do Istanbulu, kde Abdulhamid všem oznámil, že se jedná o jeho dceru.
O několik let později byla provdána za Damat Ahmeda Nazifa Beye. Svatba se konala v Istanbulu a z manželství vzešly dvě dcery - Zeynep a Atiyeullah. Až do smrti svého otce žila Dürrüşehvar šťastný život. V roce 1789 byl její manžel popraven novým sultánem Selimem III. Stejně jako ostatní princezny v její generaci se již znovu neprovdala.
Dürrüşehvar předala do paláce Topkapi konkubínu Nakşidil Sultan, která se později stala novou Valide Sultan.

## Smrt
Dürrüşehvar zemřela v roce 1826 ve svém paláci v Kuruçeşme a byla pohřbena v mauzoleu Nakşidil Sultan.